# F.K. Anzhi Makhachkala

Lo go của Anzhi từ 2007-2009

FC Anzhi Makhachkala tiếng Nga: ФК "Анжи" Махачкала) (thường được gọi đơn giản là Anzhi)
là một câu lạc bộ bóng đá Nga có trụ sở tại Makhachkala, thủ đô của Cộng hòa Dagestan
Được thành lập vào năm 1991, câu lạc bộ hiện đang thi đấu tại Giải bóng đá Quốc Gia Nga.
Anzhi thi đấu tại giải bóng đá ngoại hạng  Nga từ năm 2000 nhưng bị xuống hạng năm 2002. Trong thời gian đó họ đã vào được trận chung kết cúp Nga vào năm 2001 nhưng bị thua. Sau đó họ quay lại giải ngoại hạng Nga năm 2010.
Ngày 18 tháng 1 năm 2011, Anzhi Makhachkala đã được mua bởi tỷ phú Suleyman Kerimov Ông đã đem nhiều cầu thủ chất lượng về sân vận động Dynamo. Đặc biệt là Anzhi đã chiêu mộ được tiền đạo người Cameroon Samuel Eto'o với mức lương kỷ lục và bổ nhiệm Guus Hiddink làm thuyền trưởng vào tháng 2 năm 2012.

## Đội hình hiện tại

### Chính
Tính đến 21 tháng 8 năm 2015, according to the RFPL official website Lưu trữ ngày 2 tháng 7 năm 2015 tại Wayback Machine
Ghi chú: Quốc kỳ chỉ đội tuyển quốc gia được xác định rõ trong điều lệ tư cách FIFA. Các cầu thủ có thể giữ hơn một quốc tịch ngoài FIFA.
| Số | VT | Quốc gia   | Cầu thủ                                    |
| -- | -- | ---------- | ------------------------------------------ |
| 2  | HV | Nga        | Andrey Yeshchenko                          |
| 3  | HV | Nga        | Ali Gadzhibekov                            |
| 4  | HV | Serbia     | Darko Lazić                                |
| 5  | HV | Nga        | Aleksandr Zhirov                           |
| 6  | TV | Armenia    | Karlen Mkrtchyan                           |
| 7  | HV | Nga        | Kamil Agalarov                             |
| 8  | TV | Hà Lan     | Lorenzo Ebecilio                           |
| 9  | TĐ | Bồ Đào Nha | Hugo Almeida                               |
| 10 | TV | Nigeria    | Lukman Haruna (cho mượn từ FC Dynamo Kyiv) |
| 13 | HV | Nga        | Rasim Tagirbekov                           |
| 15 | HV | Nga        | Georgi Zotov                               |
| 16 | TM | Nga        | Yury Shafinsky                             |
| 18 | TV | Belarus    | Ivan Mayewski                              |
| 20 | TV | Niger      | Amadou Moutari                             |

| Số | VT | Quốc gia    | Cầu thủ             |
| -- | -- | ----------- | ------------------- |
| 27 | TM | Nga         | Mekhti Dzhenetov    |
| 28 | TĐ | Nga         | Serder Serderov     |
| 30 | HV | Nga         | Shamil Gasanov      |
| 33 | TM | Nga         | Sergei Pesyakov     |
| 37 | TV | Nga         | Batraz Khadartsev   |
| 42 | TV | Brasil      | Leonardo            |
| 55 | TM | Nga         | Yevgeny Pomazan     |
| 57 | HV | Azerbaijan  | Magomed Musalov     |
| 77 | HV | Nga         | Georgi Tigiyev      |
| 87 | TV | Nga         | Ilya Maksimov       |
| 88 | TV | Nga         | Anvar Gazimagomedov |
| 94 | TĐ | Bờ Biển Ngà | Yannick Boli        |
| 99 | TĐ | Nga         | Islamnur Abdulavov  |

## Huấn luyện viên

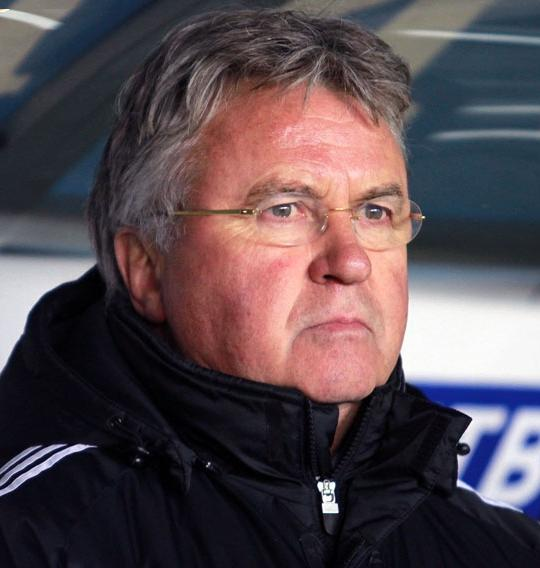
Huấn luyện viên Guus Hiddink

| Chức vụ               | Tên                 |
| --------------------- | ------------------- |
| Manager               | Guus Hiddink        |
| Assistant Manager     | Ton du Chatinier    |
| Assistant Manager     | Željko Petrović     |
| Sporting Director     | Roberto Carlos      |
| Academy Director      | Jelle Goes          |
| Academy Assistent     | Fuat Usta           |
| First Team Coach      | Andrei Gordeyev     |
| First Team Coach      | Oleg Vasilenko      |
| First Team Coach      | Arsen Akayev        |
| First Team Coach      | Hong Myung-Bo       |
| Goalkeeper Coach      | Zaur Khapov         |
| Fitness Coach         | Chima Onyeike       |
| Fitness Coach         | Arno Philips        |
| Fitness Coach         | Stijn Vandenbroucke |
| Fitness Coach         | Maksim Borisovich   |
| Youth Team Head Coach | Ruslan Agalarov     |

Cập nhật lần cuối: ngày 9 tháng 11 năm 2012
Nguồn: 

## Records
| Rank | Player             | Appearances |
| ---- | ------------------ | ----------- |
| 1.   | Ruslan Agalarov    | 429         |
| 2.   | Rasim Tagirbekov   | 253         |
| 3.   | Ibragim Gasanbekov | 236         |
| 4.   | Narvik Sirkhayev   | 230         |
| 5.   | Eldar Mamayev      | 206         |
| 6.   | Emin Agaev         | 185         |
| 7.   | Ilya Abayev        | 168         |
| 8.   | Budun Budunov      | 168         |
| 9.   | Igor Getman        | 168         |
| 10.  | Gadzhi Bamatov     | 165         |

| Rank | Player             | Goals |
| ---- | ------------------ | ----- |
| 1.   | Ibragim Gasanbekov | 156   |
| 2.   | Narvik Sirkhayev   | 60    |
| 3.   | Ruslan Agalarov    | 48    |
| 4.   | Budun Budunov      | 37    |
| 5.   | Shamil Lakhiyalov  | 36    |
| 6.   | Samuel Eto'o       | 26    |
| 7.   | Gadzhi Bamatov     | 24    |
| 8.   | Nicolae Josan      | 23    |
| 9.   | Magomed Adiev      | 20    |
| 10.  | Rasim Tagirbekov   | 19    |

### Top Scorers By Season
| Season  | Player              | League | Cup | Total |
| ------- | ------------------- | ------ | --- | ----- |
| 1992/93 | Ibragim Gasanbekov  | 14     | —   | 14    |
| 1993/94 | Ibragim Gasanbekov  | 30     | 2   | 32    |
| 1994/95 | Ibragim Gasanbekov  | 16     | —   | 16    |
| 1995/96 | Ibragim Gasanbekov  | 24     | 3   | 27    |
| 1996/97 | Ibragim Gasanbekov  | 34     | 1   | 35    |
| 1997/98 | Ibragim Gasanbekov  | 17     | —   | 17    |
| 1998/99 | Ibragim Gasanbekov  | 15     | 1   | 16    |
| 1999/00 | Narvik Sirkhayev    | 11     | —   | 11    |
| 2000/01 | Predrag Ranđelović  | 12     | 1   | 13    |
| 2001/02 | Narvik Sirkhayev    | 10     | 2   | 12    |
| 2002/03 | Budun Budunov       | 4      | 2   | 6     |
| 2003/04 | Budun Budunov       | 10     | —   | 10    |
| 2004/05 | Shamil Lakhiyalov   | 9      | 1   | 10    |
| 2005/06 | Shamil Lakhiyalov   | 9      | 1   | 10    |
| 2006/07 | Aleksandr Antipenko | 14     | —   | 14    |
| 2007/08 | Ruslan Agalarov     | 6      | 1   | 7     |
| 2008/09 | Mikheil Ashvetia    | 17     | —   | 17    |
| 2009/10 | Otar Martsvaladze   | 13     | —   | 13    |
| 2010/11 | David Tsorayev      | 8      | —   | 8     |
| 2011/12 | Samuel Eto'o        | 13     | —   | 13    |

### Cầu thủ khoác áo đội tuyển quốc gia
Had international caps for their respective countries. Players whose name is listed in bold represented their countries while playing for Anzhi.
| USSR/Russia - Omari Tetradze - Kakhaber Tskhadadze - Vladimir Gabulov - Yuri Zhirkov - Arseniy Logashov - Sergei Grishin - Aleksei Igonin - Alan Kusov - Sergei Nekrasov - Ruslan Nigmatullin - Sergey Ryzhikov - Fyodor Smolov - Andrei Solomatin - Oleg Shatov - Ilia Tsymbalar - Renat Yanbayev - Andrey Yeshchenko Former USSR countries - Emin Agaev - Arif Asadov - Elshan Gambarov - Ibragim Gasanbekov - Vyaçeslav Lıçkin - Mahir Shukurov | - Narvik Sirkhayev - Badavi Guseynov - Aleksandr Zhidkov - Syarhey Yaskovich - Valeri Abramidze - Kakhaber Aladashvili - Mikheil Ashvetia - Revazi Barabadze - Sandro Iashvili - Gocha Khojava - Irakli Klimiashvili - Dato Kvirkvelia - Otar Martsvaladze - Kakhaber Mzhavanadze - Giorgi Navalovski - Nukri Revishvili - Edik Sadzhaya - Dmitriy Byakov - Roman Uzdenov - Oskars Kļava - Ēriks Pelcis - Viktoras Olšanskis - Andrius Velička - Nicolae Josan - Alier Ashurmamadov - Andrei Manannikov | - Pavel Kharchik - Vladyslav Prudius - Ruslan Agalarov - Odil Akhmedov - Jafar Irismetov Europe - Elvir Rahimić - Balázs Dzsudzsák - Lassana Diarra Africa - Benoît Angbwa - Samuel Eto'o - Luc Zoa - Lacina Traoré - Christopher Samba - Mbark Boussoufa - Mehdi Carcela-Gonzalez - Kébé Baye South America - Roberto Carlos - Jucilei - Diego Tardelli - Willian |

## Danh hiệu và thành tích thi đấu

### Trong nước
Russian First Division:
- Winners (2): 1999, 2009

Russian Cup:
- Runners-Up (1): 2001